# Miss Atlántico Internacional 2001
O Miss Atlântico Internacional 2001 foi a 7.ª edição do concurso de beleza internacional Miss Atlântico que ocorreu anualmente no Uruguai. Aconteceu em 27 de janeiro de 2002 com a participação de dezoito aspirantes ao título. A venezuelana Norkys Yelitza coroou a italiana Nicolette Ferrarini como a nova detentora do título. 

## Resultados
| Colocação           | País                               |
| Miss Atlântico 2001 | - Itália - Nicolette Ferrarini     |
| 2º. Lugar           | - Venezuela - Lígia Fernanda Petit |
| 3º. Lugar           | - São Marino - Marzia Belleso      |

### Premiações Especiais
- O concurso distribuiu essa premiação:

| Premiação           | País                              |
| Melhor Traje Típico | - Portugal - Silvia Oliveira Dias |

## Candidatas
Candidatas que disputaram o concurso este ano:
| - Argentina - Gricel Rita Hitoff - Bolívia - Vanessa Chaín Sanginés - Brasil - Lídia Fortes Dalmaso - Chile - Daniela Paz Bravo Muñoz - Colômbia - Mariana Alejandra Ríos - Espanha - Iría López y López - Etiópia - Ambra Gulla - Guatemala - Claudia Perez Paiz - Honduras - Dania Patricia Prince | - Itália - Nicolette Ferrarini - Paraguai - Carolina Ramírez Franco - Peru - Delly Madrid Arana - Portugal - Silvia Oliveira Dias - Porto Rico - Michelle Marie Rivera - República Dominicana - Claudia Cristiana Cruz - São Marino - Marzia Belleso - Uruguai - Lorena Karlen Buffoni - Venezuela - Ligia Fernanda Petit |

## Ligações Externas
- Site oficial do Miss Atlántico Internacional